# Baron Rengers (schip, 1902)
De Baron Rengers was een stalen schroefstoomschip dat in 1902 werd gebouwd en voor verscheidene rederijen dienstdeed tot aan 1959.
Het schip werd in 1902 bij de Gebr. Boele in Bolnes gebouwd in opdracht van de Gebr. De Groot, die een geregelde dienst onderhielden van Kampen via Urk naar Enkhuizen en eentje van Kampen naar Amsterdam. Het was het tweede schip dat de rederij, gevestigd in 1890, in de vaart bracht. Het werd vernoemd naar Wilco Julius van Welderen Rengers, een van de financiers van de bouw ervan. Aan het eind van het zomerseizoen van 1907 werd het schip kortstondig verhuurd aan de vereniging Nieuwe Texelsche Stoombootdienst, die het erop volgende jaar de TESO zou oprichten. In 1911 werd de rederij Gebr. De Groot omgezet in een Naamloze Vennootschap en een jaar later werd het schip verkocht aan de Inspectie der Visscherij te Den Haag.
In 1927 werd het schip doorverkocht aan de beurtschipper Barend Schipper te Harderwijk, die het omdoopte in Burgemeester Kempers en in de vaart bracht op een verbinding tussen Harderwijk en Amsterdam, in concurrentie met de Holland-Veluwe Lijn. De onderneming van Schipper werd een jaar later omgezet in de Harderwijker Stoomboot Maatschappij, waarvoor het schip onder dezelfde naam bleef varen.
Op 6 december 1934 werd het schip verkocht aan de Eerste Urker Stoomboot Maatschappij 'Urks Belang', die haar onder de naam Sirena in de vaart bracht, op het traject Kampen - Urk - Enkhuizen, waar het schip haar loopbaan was begonnen. In 1959 werd het schip voor de sloop afgevoerd.